# Aeolesthes sticheri
Aeolesthes sticheri är en skalbaggsart som beskrevs av Hüdepohl 1989. Aeolesthes sticheri ingår i släktet Aeolesthes och familjen långhorningar. Inga underarter finns listade i Catalogue of Life.